# Manduca panaquire
Manduca panaquire är en fjärilsart som beskrevs av Berg 1885. Manduca panaquire ingår i släktet Manduca och familjen svärmare. Inga underarter finns listade i Catalogue of Life.